# Basílica de Sant Quintí
La basílica de Sant Quintí és una basílica catòlica situada a la ciutat de Saint-Quentin, al departament de l'Aisne. Ha estat declarat Monument Històric de França el 1840. Està dedicada a Sant Quintí, màrtir del segle iii. La construcció de la basílica de Saint-Quentin començà a finals del segle xii i s'acabà al segle xv; conté les relíquies de sant Quintí, que hi van ser transferides vers el 1257. És el 1876 amb el papa Pius IX quan guanya el títol de basílica. Durant la Primera Guerra mundial, fou durament afectada per trets d'artilleria que en destruïren la carcassa i les teulades. Els treballs de reconstrucció no s'acabaren fins al 1956. Hi ha dos transseptes i cinc portals.
L'altura de les voltes de la nau és de 34 metres.